# Битва при Дрепані
Битва при Дрепані — морська битва між карфагенським флотом під командуванням Адгербала та римським флотом під командуванням Клавдія Пульхра, що відбулась у 249 році до н. е. під час Першої Пунічної війни поблизу Дрепані (сучасний Трапані) біля західного узбережжя Сицилії
Спроби римлян захопити Лілібей не увінчувалися успіхом, внаслідок величезних втрат від епідемії та в боях біля фортеці. Тож, Клавдій Пульхр, маючи на меті розв'язати проблеми з постачанням продовольства, вирішує несподіваною атакою розгромити флот карфагенян, який дислокувався у порту поблизу Дрепані та фактично перешкоджав постачання провізії римлянам. Проте, прийняте рішення виявилось невдалим. Адгербал зміг вивести свій флот у море швидше, ніж він опинився в засідці римлян. Вийшовши у відкрите море карфагеняни змогли успішно контратакувати. Римляни були відтиснуті до берега та через день боїв були вщент розбиті більш маневровими карфагенськими кораблями. Це була найбільша морська перемога Карфагену у війні. Згодом, після битви, пунічна ескадра перейшла до морського наступу і практично повністю змогла вивести римський флот з ладу. Лише через сім років Рим зможе відновити свій флот, тоді як Карфаген відкладе більшість кораблів у резерв для заощадження коштів та звільнення робочої сили.

## Передумови

Схематичне зображення «ворони» (corvus).

У морських битвах, через використання римлянами абордажних пристроїв — «воронів» (corvus), карфагеняни зазнавали поразок у великих морських битвах при Мілах (260 р. до Р. Х.), Сулчі (257 р. до Р. Х.), Екномі (256 р. до Р. Х.). Протягом 252 і 251 років до Р. Х. римська армія уникала битв на суші, за словами Полібія, адже боялася бойових слонів, яких карфагеняни переправляли на Сицилію.
Військові успіхи на морі спонукали римлян здійснити облогу Лілібей, який був головною морською базою Карфагена на Сицилії. Армія під командуванням консулів Публія Клавдія Пульхра та Луція Юнія Пулла взяла твердиню в облогу. А ескадрою, чисельністю 200 суден, було здійснено морську блокаду гавані. Як пише Голдсворті: «Основна роль флоту полягала в тому, щоб огородити гавань міста і не допустити будь-якого підкріплення або постачання до гарнізону». На початку блокади 50 карфагенських кораблів зібралися біля Егадських островів. Згодом вони змогли зайти в бухту Лілібей та висадити 10 000 найманців з великою кількістю припасів. У ночі флот зумів ухилитися від римлян, при цьому евакуювавши карфагенську кінноту.
Не зумівши перехопити бігунів блокади, римляни спробували заблокувати прохід, що веде до гавані, скидаючи валуни у море. В результаті, було здобуто надзвичайно швидке та маневрове судно, під назвою квінкерема. Завдяки якій, римляни змогли наздогнати та захопити галеру під керівництвом Ганнібала Родійського.
У 250 р. до Р. Х. римському флоту було виділено додатково 10 000 веслярів. Клавдій Пульхр, підтриманий військовою радою, вважав, що це дало йому достатню перевагу, щоб атакувати карфагенську ескадру біля Дрепані, за 25 кілометрів на північ від Лілібею вздовж західного узбережжя Сицилії. Римський флот плив вночі, щоб уникнути виявлення їх ворогом та забезпечити ефект несподіванки. У римлян була традиція передбачувати долю майбутньої битви, спостерігаючи за діями священних курей: якщо вони клювали зерно, тоді римські боги сприятимуть перемозі; якщо ж ні, — баталія була приречена на поразку. Коли дорогою до Дрепані проводили урочисту церемонію, кури відмовилися від їжі. Розлютившись, Пульхр кинув їх за борт, вигукнувши: «Нехай п'ють, якщо не хочуть їсти». (лат. Bibant, quoniam esse nolunt).
Однак, скоріш за все, ця історія не мала місця в реальності. Історик Полібій не згадує про це, натомість приписуючи перемогу вищій маневровності карфагенських військових кораблів.

## Битва

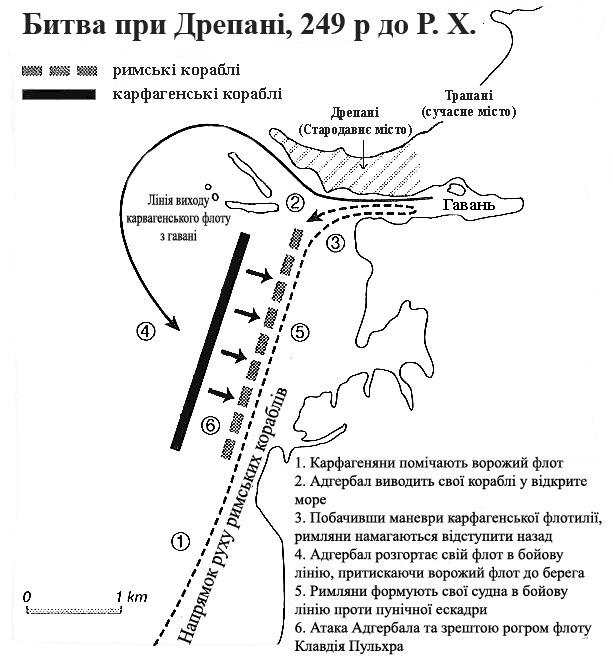
Карта бойових дій обох сторін

До світанку римляни були біля Дрепані. Проте, дорогою у темряві виявилося важко зберігати однакову відстань між суднами. Причиною було недавнє залучення 10 000 нових веслярів, які не мали досвіду роботи з даними екіпажами. В результаті зранку виявилося, що римські кораблі розкинулися в довгу та неорганізовану лінію. А корабель Клавдія Пульхра взагалі опинився позаду флотилії. Адгербала вдалося заскочити зненацька, однак його кораблі були практично одразу готовими до бою. Полководець негайно наказав взяти на борт гарнізон і слідувати за ним у море.
Римський флот налічував понад 120 суден; деякі джерела дають 200. Карфагеняни мали від 100 до 130 кораблів.
Римський авангард досягнув гирла гавані та спробував заблокувати її. Однак Пульхр, побачивши, що ефект несподіваності втрачений, наказав своєму флоту дещо відступити та перегрупуватися. Низька маневровість призвела до того, що деякі з суден почали врізалися у союзницькі кораблі. Тим часом Адгербал повів свій флот повз неорганізований римський авангард та продовжив рухатися на захід, пройшовши між мостом і двома островами, щоб вийти у відкрите море. Тут карфагеняни мали більше простору для маневру, тож, вони попрямували на південь, утворивши лінію бою, яка була паралельна римській.
Адгербал і Клавдій дали сигнал до початку бою. Спочатку жодній зі сторін не вдавалося отримати суттєву перевагу. Проте в Клавдія Пульхра з самого початку було гірше становище. Маневровість римського флоту була мінімальною, оскільки вони вишукувалися таким чином, що позаду них впритул простягався берег, який унеможливлював відступ. Обслуговуванням римських кораблів частково займалися недосвідчені моряки, які прибули з 10 000 підкріпленням. Найважливішим фактором, які сприяв поразці флотилії Клавдія, був досвідченіший склад екіпажу у карфагенян, який, своєю чергою, керував легшими та маневровнішими суднами. В римлян також, скоріш за все, не всі кораблі були удосконалені «воронами» (corvus). Карфагеняни натомість мали додаткову перевагу: якщо окремий корабель втрачав живу силу в рукопашних боях, він міг перевести весла назад і відійти. Проте, якщо будь-яке римське судно залишало стрій, воно залишало фланг надто вразливим. Римляни, затиснуті з одного боку ворожим флотом, а з іншого берегом, не мали можливості відводити свої судна, тому вони намагалися триматися в тісному строю для взаємного захисту. Вперше в значній дії карфагеняни змогли продемонструвати свою майстерність таранити, завдававши удару ворогу, а потім відступати, не бувши при цьому спійманими. Римським кораблям не вистачало простору для маневру, щоб уникнути таранів або рухатися на допомогу один одному. Битва не закінчилася швидко, але перевага карфагенян поступово ставала все очевиднішою. Багато римських кораблів було потоплено, інші ж сіли на мілину і були покинуті, тоді як лише тридцять кораблів, на чолі з Клавдієм, змогли здійснити прорив та не втрапити в руки ворога.
Результатом битви стала повна поразка римлян: 93 кораблі були захоплені, невідома кількість затоплена, а 20 000 чоловік потрапили в полон або були вбиті. Це була найбільша морська перемога Карфагену під час Першої Пунічної війни.

## Наслідки
Невдовзі після битви Адгербал, отримавши 70 нових кораблів, відправив оновлену ескадру на чолі з Карталоном в напрямку Лілібей, де було спалено залишки флотилії супротивника. Згодом, ця ескадра зупинила просування римського конвою (800 транспортних засобів у супроводі 120 військових кораблів); залишки підкріплення незабаром натрапили на шторм, втративши всі судна, за винятком двох. Відсутність римського флоту змусила Карфаген поступово вивести з експлуатації свою ескадру, зменшивши витрати на будівництво, утримання та ремонт кораблів, а також забезпечення їх екіпажами. Лише через сім років після битви Рим створить новий флот.
Сенат, обурений розгромом римського флоту, звільнив Пульхра і наказав призначити Авла Атилія Калатіна диктатором. Сам Клавдій був звинувачений народними трибунами в державній зраді та засуджений до штрафу в 120 тис. асів.
Ця баталія у довгостроковій перспективі виявилася невдалою для карфагенян. По-перше, карфагеняни були занадто виснажені, щоб скористатися успіхом біля Дрепані. По-друге, врахувавши гіркий досвід битви, римляни активніше стали переймати традиції будівництва та комплектування кораблів у ворога, що згодом дозволило здійснити реванш, завдавши поразки Пунічній ескадрі у 241 р. до Р. Х. біля Егатських островів.